# Folke Lundquist
Folke Lundquist, född 6 september 1917 i Strömsbruk, Gävleborgs län, död 29 april 1981, var en svensk industriman.

## Utbildning
Lundquist avlade ekonomisk examen vid Handelshögskolan i Stockholm 1942 och erhöll titeln Diplomerad från Handelshögskolan i Stockholm (DHS). 

## Karriär
Ljungquist var direktörsassistent vid AB Sundsvalls Verkstäder 1943–46, inköps- och försäljningschef vid AB Svenska Elektronrör 1947–48, kontorschef vid Liljeholmens Stearinfabriks AB 1949–54, vice verkställande direktör vid AB Sundsvalls Verkstäder 1955–59, vid Ströms Bruks AB 1960–61, verkställande direktör 1962–65, Ljusne-Woxna AB 1961–65, Ström-Ljusne AB 1965–71 samt direktör för Bergvik och Ala AB från 1968 (vice verkställande direktör 1968–74). 
Lundquist var styrelseledamot i AB Sundsvalls Verkstäder från 1960, Sundsvallsbanken från 1966, Bergvik och Ala AB från 1968, Strömberg svenska AB från 1974 och ordförande i N A Eriksson AB från 1961.

## Familj
Folke Lundquist var son till Oscar Lundquist.